# Arnulf (pipínida)
Arnulf o Arnoul fou un duc pipínida citat el 704 i el 723. Era fill de Drogó, duc de Xampanya i d'Adaltruda. Drogó al seu torn era fill de Pipí d'Héristal, majordom de palau, i de Plectruda.

## Biografia
Fou criat amb els seus germans per la seva besàvia maternal Ansefleda Un fals acte del 704 el cita com a «duc dels burgundis», que August Digot identifica amb el duc de Borgonya que menciona, desgraciadament sense designar-lo, l'autor de la Vita Boniti i al que sant Bonet va incitar amb èxit a sotmetre's. Basant-se en l'edat d'Arnulf, probablement encara menor, aquesta identificació continua sent improbable, el duc dels borgonyons conegut en aquesta època era el seu pare Drogó. El 714, el seu avi Pipí d'Héristal el va excloure de la seva successió com a majordom del palau i va escollir com a successor el seu cosí Teodebald.
Va heretar no obstant diversos dominis i va efectuar dues donacions a favor del monestir d'Echternach, la primera el 715 d'un domini situat a Bollendorf, i la segona el 721 d'una vinya a Klotten.
Però Carles Martell, fill de Pipí d'Héristal i de la seva concubina Alpaida, aprofitant una guerra entre la Nèustria i Austràsia va agafar la direcció dels austrasians, i va rebutjar als neustris, apartant llavors a la regent Plectruda i al majordom Teodebald, i apoderant-se del poder el 717 El 723, Arnulf va conspirar amb els seus germans Godefreu i Pipí i es va revoltar, però fou sotmès per Carles Martell. Aquesta revolta fou d'altra banda de feble amplitud, ja que Pierre Riché ni l'esmenta Carles Martell va empresonar llavors a Arnulf i un dels seus germans, probablement Pipi, als que va deixar morir captius.